# 비블리아 고서당 사건 수첩
《비블리아 고서당 사건수첩》(일본어: ビブリア古書堂の事件手帖 ビブリアこしょどうのじけんてちょう[*])은 미카미 엔의 라이트 미스터리 소설 시리즈이다. 일러스트는 코시지마 하구. 미디어 웍스 분코(아스키 미디어 웍스)로부터 출판되고 있다. 대한민국에서는 디앤씨미디어에서 출판되고 있다.
2013년, 후지 TV에서 텔레비전 드라마화되었다.
2017년 2월에는 실사와 애니메이션의 영화화가 발표되었다.

## 개요
고서에 관해 남다른 지식을 가지고 있지만 극도로 낯을 가리는 헌책방 주인 시오리코가 손님이 반입하는 고서에 관련되는 수수께끼를 풀어 간다. 작중에서 취급하고 있는 고서는 실재 존재하는 것이다. 2012년 1월, 발행 부수가 시리즈 누계 103만부가 되어 미디어 웍스 분코에서 첫 밀리언 셀러 작품이 되었다. 누계 발행 부수는 2012년 4월 시점에서 200만부, 제3권이 발매된 동년 6월 시점에서 300만부를 돌파하였다.
2012년 책방 대상에 노미네이트되었다. 문고본의 노미네이트는 처음.
2개의 만화판이 연재 중. 하나는 카도카와 쇼텐의 만화 잡지 《아르티마 에이스》, 《월간 Asuka》판. 작화는 나카노. 다른 하나는 코단샤의 만화 잡지 《good! 애프터눈》판. 작화는 코우타 료.

## 줄거리
가마쿠라의 한쪽 구석에서 영업하고 있는 헌책방 〈비블리아 고서당〉. 점주 시노카와 시오리코는 헌책방의 이미지에 맞지 않는 젊고 예쁜 여성이다. 낯가림하며 접객업을 영위하는 사람으로서 걱정이 되지만, 고서의 지식은 예사롭지 않다. 그녀는 고서에 관련되는 수수께끼를 밝혀간다.

## 무대
이야기 개시는 2010년 8월. 가나가와현 기타가마쿠라를 무대로 하고 있다. 지명은 실제의 것을 이용하고 있지만, 비블리아 고서당의 점포나 등장 인물은 픽션이다(작자 뒷말로부터).
4권은 2011년 4월이 되어, 현실과 마찬가지로 동일본 대지진이 일어난 것이 되어 있다.
비블리아 고서당
기타가마쿠라 역의 홈 근처의 골목 맞은 편에서 영업하고 있는 헌책방. 낡은 목조의 건물에서, 몇십 년 전부터 영업하고 있는 노포. 인문과학계의 전문서를 주로 취급하지만, 만화나 문고본의 선반도 있다. 넷상에 있는 헌책 검색 사이트에 참가하고 있어, 매상의 상당수는 넷 통신판매로 조달되고 있는 것 같다. 가게의 카운터 안쪽은 점주가 사는 안방과 연결되어 있다.

## 등장인물
고우라 다이스케
본작의 이야기꾼. 23세의 남성.
초등학생 무렵의 사소한 장난을 원인으로, 활자를 보면 몸이 불편해지는 〈활자 공포증〉이라고 말할 증상이 있어, 독서와는 인연이 먼 인생을 보내왔다. 그러나 본인은, 책에 대해서 동경에 가까운 감정을 안고 있다.
내정되어 있던 회사가 도산해, 대학 졸업 후 계속 무직 상태가 되고 있었다. 조모가 남긴 《소세키 전집》을 사정받기 위해서 〈비블리아 고서당〉을 방문해 거기서 시오리코에게 조모의 비밀을 풀어 준 인연으로, 아르바이트로 취직한다.
시노카와 시오리코
키타카마쿠라의 헌책방 〈비블리아 고서당〉의 점주. 여성.
흑발의 장발에 투명한 피부를 가진 미인. 근시로, 평상시에는 안경을 착용하고 있다. 몸집이 작고 신체는 가늘지만, 가슴은 크다.
책의 이야기 이외에서는 타인과 눈을 맞추는 것도 할 수 없는, 내향적인 성격. 그러나, 고서의 지식은 예사롭지 않다. 평상시에는 더듬거리며 말하지만, 책에 관련되는 이야기가 나오면 다른 사람처럼 활발하게 말을 하게 되어, 상대를 상관하지 않고 그 지식을 계속 말한다.
시노카와 아야카
시오리코의 여동생. 다이스케의 모교에 다니는 고교생.
고서에 대한 지식은 거의 없다. 밝고 순진하고 누구와라도 허물없을 수 있다고 하는, 언니와는 정반대의 성격. 시노카와 가(家)의 가사를 거의 관리하고 있어 요리를 잘한다.
시노카와 지에코
시오리코·아야카의 어머니. 10년 전에 실종되어, 행방불명인 채이다. 용모는 시오리코와 매우 비슷하다. 그 풍부한 지식은 시오리코에게 계승되고 있다.
시다
비블리아 고서당의 단골손님으로, 세도리야(고서점에 싸게 팔리는 책을 사서 높은 가격에 다시 파는 사람). 노숙자로, 쿠게누마의 다리 아래에서 살고 있다. 남성.
어느 사건으로 코스가와 친해진다. 그 후본에 대한 감상을 서로 말하는 관계가 되어, 그녀로부터 〈선생님〉이라고 존경받게 되었다.
카사이 키쿠야
시다의 아는 사람으로, 같은 세도리야. 넷에서 폐반 CD나 게임을 취급하는 〈카사이당〉의 점주. 시다에게서는 〈남작〉이라고 불린다.
코스가 나오
아야카의 동급생인 여고생. 어느 사건을 계기로, 비블리아 고서당의 단골손님이 되었다.
사카구치 마사시, 사카구치 시노부
즈시에 사는 부부. 《논리학 입문》을 둘러싼 일견을 기회로, 비블리아 고서당의 단골 손님이 되었다.
작자 미카미는 자신과 같은 생년월일의 캐릭터를 등장시키는 버릇이 있어, 본작에서는 사카구치 시노부가 그렇다고 한다。
타키노 렌죠
코난다이에 있는 〈타키노 북스〉의 아들. 고서 시장에서는 경영원을 맡고 있다.
시오리코와는 아는 사이이며, 어릴 적부터 서로의 집을 왕래하고 있던 관계.
이노우에 타이치로
츠지도에 있는 헌책방 〈히토리 서점〉의 점주. 시오리코에 의하면 주로 미스터리를 취급하고 있고, 다양한 상품이 구비되어 있다.
새하얀 백발과 철사와 같이 야윈 체구이다. 과거에 시오리코의 모친인 치에코와 싸운 듯해서, 그 딸인 시오리코에 대해서도 냉담한 태도를 보인다.

## 간행물 목록
| # | 타이틀 | 발행일                          | ISBN                                          |
| - | --- | ------------------------------- | --------------------------------------------- |
| 1 | ビブリア古書堂の事件手帖 〜栞子さんと奇妙な客人たち〜 비블리아 고서당 사건수첩 ~시오리코 씨와 기묘한 손님들~     | 2011년 3월 25일 2013년 2월 28일 | ISBN 978-4-04-870469-4 ISBN 978-89-267-9363-3 |
| 2 | ビブリア古書堂の事件手帖2 〜栞子さんと謎めく日常〜 비블리아 고서당 사건수첩 2 ~시오리코 씨와 미스터리한 일상~    | 2011년 10월 25일 2013년 6월 1일 | ISBN 978-4-04-870824-1 ISBN 978-89-267-9365-7 |
| 3 | ビブリア古書堂の事件手帖3 〜栞子さんと消えない絆〜 비블리아 고서당 사건수첩 3 ~시오리코 씨와 사라지지 않는 인연~ | 2012년 6월 23일 2013년 9월 5일  | ISBN 978-4-04-886658-3 ISBN 978-89-267-9423-4 |
| 4 | ビブリア古書堂の事件手帖4 〜栞子さんと二つの顔〜 비블리아 고서당 사건수첩 4 ~시오리코 씨와 두 개의 얼굴~         | 2013년 2월 22일 2014년 2월 26일 | ISBN 978-4-04-891427-7 ISBN 978-89-267-9504-0 |
| 5 | ビブリア古書堂の事件手帖5 〜栞子さんと繋がりの時〜 비블리아 고서당 사건수첩 5 ~시오리코 씨와 인연이 이어질 때~   | 2014년 1월 24일 2014년 7월 23일 | ISBN 978-4-04-866226-0 ISBN 978-89-267-7057-3 |

### 작중에서 다루어진 고서
표제로 명확하게 기록되고 있는 책만을 열거한다.
제1권
- 나츠메 소세키 《그 후》〈소세키 전집·신서판 제8권〉 (이와나미 쇼텐)
- 코야마 키요시 《이삭 줍기·성 안데르센》 (신쵸 분코) 치쿠마 분코판에서는 미카미 엔의 해설이 있다.
- 비노그라도프, 쿠지민 공저 《논리학 입문》 (아오키 분코)
- 다자이 오사무 《만년》 (스나고야 쇼보)
- 카지야마 토시유키 《세도리 남작 수기담》 (도겐샤)

제2권
- 사카구치 미치요 《 크라크라 일기》 (분게이슌주)
- 앤서니 버지스, 이누이 신이치로 역
  - 《시계태엽 오렌지》 (하야카와 분코 NV)
  - 《시계태엽 오렌지 (완전판)》 (하야카와 분코 epi)
- 쿠니에다 시로 《완본·츠타카즈라키소노카케요시》 (도겐샤)
- 시바 료타로 《돼지와 장미》 (토호샤)
- 후쿠다 데이이치 《명언수필 샐러리맨》 (로쿠가츠샤)
- 아시즈카 후지오 《UTOPIA 최후의 세계대전》 (츠루 쇼보)

제3권
- 《임금님 귀는 당나귀 귀》 (세계 명작 판타지 55) (포플러샤)
- 로버트 F. 영 《민들레 아가씨》 (슈에이샤 분코·코발트 분코)
- 《너구리와 악어가 나오는, 그림책 같은 것》 -- 우스펜스키 《체부라시카와 동료들》 (신도쇼샤)
- 미야자와 켄지 《봄과 수라》 (세키네 쇼텐)

제4권
- 에도가와 란포
  - 《외딴섬 악마》 (카이조샤)
  - 《소년탐정단》
    - 《소년탐정 에도가와 란포 전집》 전 23권 (코분샤)
    - 《소년탐정 에도가와 란포 전집》 전 46권 (포플러샤)
      - 《괴인20면상》 (코단샤 〈대일본 웅변회 코단샤〉) (《소년탐정 에도가와 란포 전집》 수록)
      - 《대금괴》 (대일본 웅변회 코단샤) (《소년탐정 에도가와 란포 전집》 수록)

  - 《오시에와 여행하는 남자》 (단편)
  - 《인간의자》 (단편)
  - 《이전동화》 (단편)
  - 《에가와 란코》 (하쿠분칸) - 에도가와 란포·외에 의한 릴레이 작품.
- 요코미조 세이시 《대작 참회》 (수필, 〈X〉 초출. 《탐정 소설 오십년》 외에 수록)
- 안노 미츠마사 《여행 그림책》 (후쿠인칸 쇼텐)

제5권
- 리처드 브로티건 《사랑의 행방》 (신쵸 분코)
- 《호쇼 월간》 (히로타카샤·호코샤)
- 테즈카 오사무 《블랙 잭》 (아키타 쇼텐)
- 오누마 탄 《검은 손수건》 (소겐스이리 분코)
- 테라야마 슈지 《나에게 오월을》 (사쿠힌샤)
- 키즈 토요타로 《시집·보통 닭》 (쇼시키세츠샤)

## 만화판

### 아르티마 에이스·ASUKA판 (나카노 작화)
카도카와 쇼텐의 격월간 잡지 만화 잡지 《아르티마 에이스》 Vol.3호(2012년 2월 18일 발매)부터 연재 개시. 아르티마 에이스 Vol.7호에서 게재 잡지가 휴간이 되었기 때문에, 카도카와 쇼텐의 월간 소녀 만화 잡지 월간 Asuka의 2013년 2월호(2012년 12월 24일 발매)부터 연재를 재개. 원작의 제1권부터 충실히 코믹화하고 있다. 작화는 나카노, 행본의 라벨은 카도카와 코믹스 에이스.
2012년 8월 기준으로, 제1권만으로 발행 부수가 10만부를 돌파하고 있다.
| # | 발행일          | ISBN                   |
| - | --------------- | ---------------------- |
| 1 | 2012년 6월 26일 | ISBN 978-4-04-120371-2 |
| 2 | 2013년 1월 10일 | ISBN 978-4-04-120581-5 |
| 3 | 2013년 7월 26일 | ISBN 978-4-04-120780-2 |
| 4 | 2014년 1월 25일 | ISBN 978-4-04-120943-1 |
| 5 | 2014년 3월 24일 | ISBN 978-4-04-121053-6 |
| 6 | 2014년 9월 26일 | ISBN 978-4-04-102113-2 |

### good! afternoon판 (코우타 료 작화)
코단샤의 만화 잡지 《good! 애프터눈》 2012년 23호(2012년 7월 7일 발매)부터 연재 개시. 작화는 코우타 료.
| # | 발행일           | ISBN                   |
| - | ---------------- | ---------------------- |
| 1 | 2012년 12월 21일 | ISBN 978-4-06-387866-0 |
| 2 | 2013년 6월 7일   | ISBN 978-4-06-387901-8 |
| 3 | 2014년 1월 23일  | ISBN 978-4-06-387943-8 |

## 텔레비전 드라마
텔레비전 드라마가 게츠9 시간대(후지 TV 계열)에서 2013년 1월 14일부터 3월 25일까지 방송되었다. 주연은 고리키 아야메. 덧붙여 고리키는 본작이 골든 연속 드라마 첫 주연이다. 캐치프레이즈는 〈사건을 푸는 열쇠는, 명작 안에――〉.

### 캐스트
비블리아 고서당
- 시노카와 시오리코 (점주) - 고리키 아야메
- 고우라 다이스케 (아르바이트 점원) - AKIRA
- 시다 하지메 (세도리야) - 타카하시 카츠미

그 외
- 카사이 키쿠야 - 타나카 케이
- 코스가 나오 - 미즈노 에리나
- 시노카와 후미야 (시오리코의 남동생) - 제시 (쟈니즈 Jr.)
- 시노카와 치에코 - 야스다 나루미
- 고우라 에리 (다이스케의 모친) - 마츠자카 케이코

CAFE 니쥬앙
- 후지나미 아키오 (점장) - 스즈키 코스케
- 요코타 나츠미 (다이스케의 고교 시절 동급생) - 키타가와 히로미
- 사사키 아야 (신인 아르바이트 점원) - 트린들 레이나
- 하시모토 사야카 - 나이토 리사

게스트
- 제1화
  - 고우라 키누코 (다이스케의 조모) - 아카자 미요코
  - 타나카 요시오 - 시무라 카즈유키
  - 마이코 (다이스케의 백모) - 카와구치 케이코
  - 헬로 워크 직원 - 우치다 아츠토

- 제2화
  - 니시노 (나오의 동급생) - 아사카 코다이 (제6화)

- 제3화
  - 사카구치 마사시 (논리학 입문을 팔러 온 남자) - 나카무라 시도
  - 사카구치 시노부 (마사시의 아내·호스티스) - 사토 에리코
  - 우치야마 (BOOK PALACE 점원) - 엔도 카나메 (제5화)

- 제4화
  - 타마오카 사토코 (부친으로부터 희소 가치가 높은 장서를 계승) - 모리구치 요코
  - 후루카와 스바루 (사유리의 아들) - 이마이 유키
  - 후루카와 사유리 (사토코의 언니) - 미네무라 리에
  - 타마오카 이치로 (사토코의 오빠) - 오오코치 히로시
  - 마유 (게임 소프트 판매점 점원) - 하야시 사쿠라

- 제5화
  - 코스가 유이 (나오의 여동생) - 모리사코 에이
  - 타나베 미스즈 (사립 세이오 여학관 도서 위원) - 이쿠타 에리카 (노기자카46)
  - 스기우라 (사립 세이오 여학관 중등부 교사) - 아나미 아츠코

- 제7화
  - 스사키 마사토 (매입 희망객) - 이우라 아라타 (10세:하시노 류노스케)
  - 스사키의 아버지 (후지코 F. 후지오 수집가) - 덴덴

- 제8화
  - 타키노 렌죠 (고서 시장의 경영원) - 카시와바라 슈지
  - 요시미 (단골객) - 오오쿠라 코지
  - 이케야 (헌책방 점주) - 노조에 요시히로
  - 이노우에 타이치로 (히토리 문고 점주) - 사노 시로
  - 택배 배달원 - 오카다 요시노리

- 제9화
  - 코사카 아키호 (카메라맨·다이스케의 전 연인) - 야다 아키코
  - 노가미 츠카사 (카메라맨) - 모치즈키 아키오
  - 코사카 미즈에 (아키호의 모친) - 카토 카즈코
  - 사쿠라이 (카이힌 도서관 사서) - 이시이 하루카
  - 서점 점원 - 캰 유타카 (골든 봄버)

- 제10 ~ 최종화
  - 키시로 케이코 (아키라의 애인) - 타카키 미오
  - 쿠니요 (케이코의 여동생) - 마츠다 미유키
  - 카야마 나오미 (아키라의 딸) - 요코야마 메구미(소녀기:코야마 미유)
  - 카야마 요시히코 (아키라의 아들) - 나다카 타츠오
  - 카야마 아키라 (에도가와 란포 수집가) - 스나가 케이

### 스태프
- 원작 - 미카미 엔 《비블리아 고서당 사건수첩》 (미디어 웍스 분코)
- 각본 - 아이자와 토모코, 오카다 미치타카, 하야후네 카에코
- 음악 - ☆Taku Takahashi(m-flo / block.fm)&ARTIMAGE CREW
- 연출 - 마츠야마 히로아키, 미야기 쇼고, 나가세 쿠니히코
- 주제가 - E-girls 〈THE NEVER ENDING STORY〉(제1 ~ 8·10화) 〈THE NEVER ENDING STORY ~너에게 비밀을 가르쳐줄게~〉(제9화) (rhythm zone)
- 문예 협력
  - 나츠메 소세키 《소세키 전집·신서판》 (이와나미 쇼텐/제1화)
  - 코야마 키요시 《이삭 줍기·성 안데르센》 (신쵸 분코/제2화)
  - 비노그라도프 쿠지민 저 / 니시무로 히사오·노무라 요시오 역 《논리학 입문》 (하야카와 분코/제5화)
  - 후지코 F 후지오 프로 / 후지코 스튜디오 / 쇼가쿠칸 / 쇼가쿠칸 크리에이티브 / 후지코 F. 후지오 후지코 후지오 Ⓐ 《UTOPIA 최후의 세계대전》 (제7화)
  - 체부라시카 프로젝트 / 우스펜스키 작 이쥬인 토시타카 역 《체부라시카와 동료들》 (신도쿠 쇼샤/제9화)
- 고서 감수 - 도쿄 도 고서적 상업 협동 조합, 오치아이 노리유키 (릿쿄 대학 대중문화 연구 센터/제10 ~ 최종화)
- 제작 - 후지 TV 드라마 제작 센터
- 제작 저작 - 후지 TV

### 방송 일자
| 각 화                                                       | 방송일          | 부제                                       | 프로그램표                                    | 각본            | 연출              | 시청률 |
| ----------------------------------------------------------- | --------------- | ------------------------------------------ | --------------------------------------------- | --------------- | ----------------- | ------ |
| 제1화                                                       | 2013년 1월 14일 | 나츠메 소세키 〈그 후〉                    | 가짜 싸인과 고서에 감춰진 수수께끼            | 아이자와 토모코 | 마츠야마 히로아키 | 14.3%  |
| 제2화                                                       | 1월 21일        | 코야마 키요시 〈이삭 줍기·성 안데르센〉    | 왜 범인은 1권만 책을 훔쳤는가                 | 아이자와 토모코 | 마츠야마 히로아키 | 12.2%  |
| 제3화                                                       | 1월 28일        | 비노그라도프 쿠지민 〈논리학 입문〉        | 오늘의 고객은 탈주범!?                        | 아이자와 토모코 | 미야기 쇼고       | 12.0%  |
| 제4화                                                       | 2월 4일         | 미야자와 켄지 〈봄과 수라〉                | 열쇠가 잠긴 방으로부터 도둑맞은 책            | 오카다 미치타카 | 미야기 쇼고       | 11.6%  |
| 제5화                                                       | 2월 11일        | 앤서니 버제스 〈시계태엽 오렌지〉          | 이번 회는 2개의 결말!? 명문 여학관에서 괴사건 | 아이자와 토모코 | 마츠야마 히로아키 | 11.5%  |
| 제6화                                                       | 2월 18일        | 다자이 오사무 〈만년〉                     | 협박 당하고 있습니다, 이상한 남자로부터       | 아이자와 토모코 | 나가세 쿠니히코   | 11.7%  |
| 제7화                                                       | 2월 25일        | 아시즈카 후지오 〈UTOPIA 최후의 세계대전〉 | 복수의 진실                                   | 아이자와 토모코 | 마츠야마 히로아키 | 10.2%  |
| 제8화                                                       | 3월 4일         | 로버트 F 영 〈민들레 아가씨〉              | 진범인은 비블리아에 있다                      | 오카다 미치타카 | 미야기 쇼고       | 10.4%  |
| 제9화                                                       | 3월 11일        | 너구리와 악어와 개가 나오는, 그림책 같아   | 너구리와 악어와 개가 나오는, 그림책 같은 책   | 하야후네 카에코 | 나가세 쿠니히코   | 11.5%  |
| 제10화                                                      | 3월 18일        | 에도가와 란포 〈소년탐정단〉               | 에도가와 란포·소년탐정단                      | 아이자와 토모코 | 미야기 쇼고       | 11.1%  |
| 최종화                                                      | 3월 25일        | 에도가와 란포 〈오시에와 여행하는 남자〉   | 란포가 남긴, 잘못된 암호문!?                  | 아이자와 토모코 | 마츠야마 히로아키 | 8.1%   |
| 평균 시청률 11.4% (시청률은 칸토 지구·비디오 리서치사 조사) |                 |                                            |                                               |                 |                   |        |

- 첫회는 15분 확대 (21:00 ~ 22:09).
- 최종화에서 게츠9 시간대의 최저 시청률을 갱신했다(그 전까지의 최저 시청률은, 2009년 4월기 《결혼 활동!》 제10화의 8.8%)[15].

### 관련 상품
사운드트랙
〈비블리아 고서당의 사건 수첩〉 오리지널 사운드트랙
2013년 2월 20일 발매, RZCD-59260, 판매원: 에이벡스 마케팅 〈Rhythm Zone〉.